# Tipula (Formotipula) ishana
Tipula (Formotipula) ishana is een tweevleugelige uit de familie langpootmuggen (Tipulidae). De soort komt voor in het Oriëntaals gebied.